# The Matrix: Path of Neo
The Matrix: Path of Neo (ang. Matrix: Ścieżka Neo) – komputerowa gra akcji oparta na filmie Matrix. Jest to druga gra oparta na filmie Matrix po Enter the Matrix.

## Fabuła
W grze gracz wciela się w postać Neo i śledzi jego historię od samego początku, aż do końca. Wszystkie najważniejsze sytuacje z filmu gracz przeżywa sam: trening Morfeusza z Neo, finałową walkę z pierwszej części, pierwsze spotkanie z agentem Smithem, rozmowę agenta Smitha z Morfeuszem, gdy próbował wydobyć informacje o Syjonie, czy też ostateczną walkę dobra ze złem oraz wiele innych wątków. Wszystkie postacie powstały przy użyciu specjalnej techniki motion capture, zapewniającej tzw. efekt płynnej animacji. Bohaterowie wyglądają i poruszają się identycznie jak w filmie: Neo, Morfeusz czy Smith. Główny bohater posiądzie wszystkie umiejętności znane z filmu, czyli zdolność unikania kul, latania, postrzegania świata przy pomocy kodu oraz zatrzymywania kul w locie. Postać gracza nie będzie posiadała wszystkich tych umiejętności od samego początku, lecz zdobywał je stopniowo w trakcie gry. Na potrzebę sceny finalnej, a mianowicie kilkunastu tysięcy kopii agenta Smitha, powstał specjalny silnik, który pozwolił na uzyskanie efektu „zniekształcenia w czasie rzeczywistym”. Grafika jest ładniejsza i bardziej szczegółowa od tej prezentowanej przez grę Enter the Matrix. Dodano także wiele nowych efektów graficznych oraz dynamiczne sceny przeniesione wprost z filmów.